# 벨레즈-말라가 해전
말라가 전투(혹은 벨레즈-말라가 전투)는 스페인 말라가의 남쪽에서 1704년 8월 24일 벌어진 스페인 왕위 계승 전쟁 중 가장 규모가 큰 해전중 하나이다.

## 전투
지브롤터 함락후 일주일도 되지 않아서 조지 루크(George Rooke) 제독은 툴루즈(Toulouse)와 비토르 마리 데스트레(d'Estrées) 휘하의 프랑스 함대가 지브롤터에 접근한다는 정보를 들었다. 새로운 영토를 지키기 위해 그의 병력의 반을 남겨둔 채 루크는 즉각적으로 프랑스와 교전하기 위해 영국-네덜란드 연합함대를 출항시켰다.
이러한 행동에 뒤이어 일어난 말라가 전투는 전개가 확연치 않다. 양측의 전함 중 단 한 척도 침몰하거나 나포되지 않았으나 전투에 참여한 많은 함선들이 간신히 항해를 할 수 있는 수준이었고, 양측의 사상자 역시 많았다.
]
전에 있던 지브롤터 포격에서 많은 폭약을 적재했던 빙(George Byng) 제독의 소함대는 전선을 이탈해야했다.
다음날까지 프랑스군은 거리를 유지했다. 다음날 아침 프랑스 함대는 어디에도 보이지 않았다. 루크는 프랑스 함대가 지브롤터로 향했을지도 모른다는 추측에 두려움에 떨었다. 사실 프랑스 함대는 해전에서의 대승리를 주장하며 툴롱(Toulon)으로 귀환했다. 그러나 실제로 툴롱으로 퇴각한 프랑스 함대는 동맹군에게 전술적으로 외통수를 당한 것이나 다름 없었는데, 말라가 전투 이후 프랑스 함대는 다시는 전력으로 이 항구를 출항할 수 없었기 때문이다.

## 함선 정보
영국/네덜란드 (조지 루크)
(90 문의 대포와 3층 갑판으로 이루어져 있는 함선이다.)

전위
- Prince George (96, 기함 of VA John Leake, captain Martin)
- Newark(80)
- Boyne (80, James Berkeley)
- norfolk(80)
- Yarmouth (70, Hicks)
- Berwick(70)
- Namur (96, Myngs)
- Barfleur (96, flag of Cloudesley Shovell, captain Stewart)
- Warspite (70)
- Orford (70, John Norris)
- Swiftsure (70)
- Lennox (70)
- Assurance (66)
- Nottingham (60)
- Tilbury (50, George Delaval)

중앙
- Royal Catherine (90, 기함 of George Rooke, captain Fletcher)
- St George (96, John Jennings)
- Shrewsbury (80, Crowe)
- Grafton (70, Andrew Leake)
- Nassau (70, Boyd)
- Eagle (70, Lord Hamilton)
- Monmouth (70, John Baker)
- Montagu (60)
- Panther (50)
- Kent (70, flag of Thomas Dilkes, captain Hanway)
- Cambridge (80)
- Royal Oak (76)
- Bedford (70, Thomas Hardy)
- Suffolk (70, Kirkton)
- Burford (70, Roffey)
- Monck (60, Mighells)
- Swallow (50, Haddock)
- Ranelagh (80, flag of Georg Byng, captain Cowe)
- Somerset (80)
- Dorsetshire (80, Edward Whitaker)
- Torbay (80, Caldwell)
- Essex (70)
- Le Ferme (70, ex-French, Wyld)
- Kingston (60, Acton)
- Triton (50, ex-French)
- Centurion (50)

후방
- ?(flag of LA Gerard Callenburgh)
- Gelderland (72, Schrijver)
- Dordrecht (72, van der Pot)
- Albemarle (64, Dutch - Blew up 27 August on way back to Gibraltar)
- 8척의 기타 네덜란드 전열함 (LA Callenburgh and RA Vanderdussen)

기타
- 6척 프리깃함
- Starr (bomb)
- Terror (bomb)
- 7척의 화공선
- 많은 보급선

합계
3,614 문, 22,543 명
프랑스 (툴루즈 와 데스트레)
- Sérieux (70, Chamelin)
- Foudroyant (104, flagship of Toulouse)

전위
- Fier (flag of VA de Villette Mursay)
- Excellence
- Sage
- Intrépide (Jean du Casse)
- ? (Sainte-Maure)

중앙
- Tonnant (flag of Toulouse)
- ? (flag of d'Estrées)
- 기타

후방
- ? (flag of RA de Langeron)
- 기타

기타
- 6척의 프리깃 함
- 6척의 화공선
- 28척의 대형 갤리선
- 5척 보급선

합계
3,577 문, 24,275 명